# Melodi Grand Prix Junior 2011
Il Melodi Grand Prix Junior 2011 è stata la decima edizione del concorso canoro riservato ai bambini e ragazzi dai 9 ai 15 anni. Rimane invariata la scelta di NRK di non pubblicare i voti ed annunciarne solo il vincitore.

## Risultati
| N° | Artista          | Brano                   | Risultato |
| -- | ---------------- | ----------------------- | --------- |
| 1  | The Sugarsmokers | «Fåkke lov»             | Eliminato |
| 2  | Sol              | «Kom tilbake»           | Finalista |
| 3  | Lina             | «Klatre steg for steg»  | Eliminato |
| 4  | Nordlyset        | «Ikke gå i fra meg»     | Eliminato |
| 5  | Emma             | «Don»                   | Eliminato |
| 6  | Seven B          | «Et fett liv»           | Finalsita |
| 7  | Tiril            | «Du planter et smil»    | Eliminato |
| 8  | Erlend           | «Ta det som det kommer» | Eliminato |
| 9  | Sval             | «Trenger deg»           | Finalista |
| 10 | Kristin          | «Alltid være barn»      | Finalista |

### Finale
| N° | Artista | Brano              | Posizione |
| -- | ------- | ------------------ | --------- |
| 2  | Sol     | «Kom tilbake»      | –         |
| 6  | Seven B | «Et fett liv»      | –         |
| 9  | Sval    | «Trenger deg»      | 1         |
| 10 | Kristin | «Alltid være barn» | –         |